# Valerie Weber

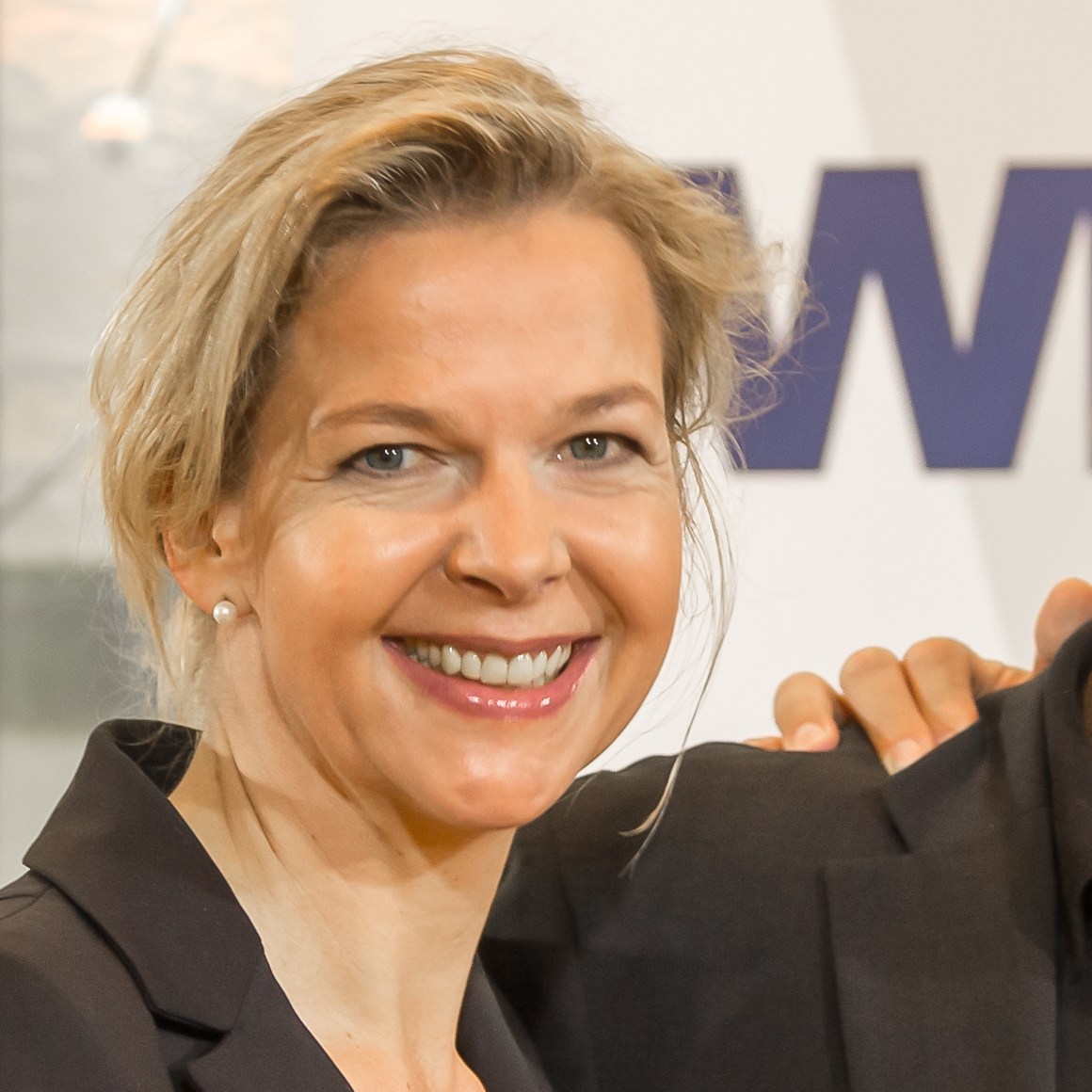
Valerie Weber, 2014

Valerie Weber (* 27. Dezember 1965 in München) ist eine deutsche Rundfunkjournalistin und -managerin. Sie war von Mai 2014 bis Ende des Jahres 2021 Hörfunkdirektorin des Westdeutschen Rundfunks und seit dem crossmedialen Umbau der Programmdirektionen im Jahr 2019 Programmdirektorin NRW, Wissen und Kultur. Vorher war Weber unter anderem Programmdirektorin und Geschäftsführerin des Privatrundfunksenders Antenne Bayern und dessen Digitalradio-Tochter Rock Antenne.

## Leben
Valerie Weber, aufgewachsen im württembergischen Rems-Murr-Kreis und im teilweise badischen Bodenseekreis, legte das Abitur an der gymnasialen Schule Schloss Salem ab. Es folgte ein Studium der Germanistik, Theaterwissenschaften und Kunstgeschichte in Erlangen, das sie 1988 mit der Magisterarbeit zum Thema „Kulturprogramme unter dem Druck der Einschaltquote – eine Analyse der öffentlich-rechtlichen und privaten Fernsehangebote“ abschloss. Nach ihrem Volontariat bei Radio Downtown in Erlangen wurde sie 1988 Moderatorin bei Rock-Radio N 1 in Nürnberg. 1990 war sie als Nachrichten-Redakteurin und Moderatorin des Schlager- und Oldieprogramms Radio Franken tätig und wechselte im selben Jahr nach Stuttgart, wo sie Programm- und Redaktionsleiterin bei der Städte-Radio Produktionsgesellschaft Stuttgart für die Standorte Stuttgart, Karlsruhe, Heilbronn und Reutlingen wurde. Sie verantwortete dort das Programm der Stadtradio-Kette, die mit Schlagern, Oldies und lokaler Berichterstattung vorwiegend ein älteres Publikum ansprach. 1995 ging sie als Programmdirektorin zur Ostseewelle in Rostock, 1998 in gleicher Funktion zu Hit-Radio Antenne 1 in Stuttgart.
2004 folgte die Berufung zur Programmdirektorin Antenne Bayern. Zu den wesentlichen Maßnahmen gehörte der Ausbau der Regionalstudios in Bayern sowie erneut der lokalen Berichterstattung. Die Hörerzahlen stiegen. 2006 stieg sie zur Geschäftsführerin von Antenne Bayern und Rock Antenne auf.

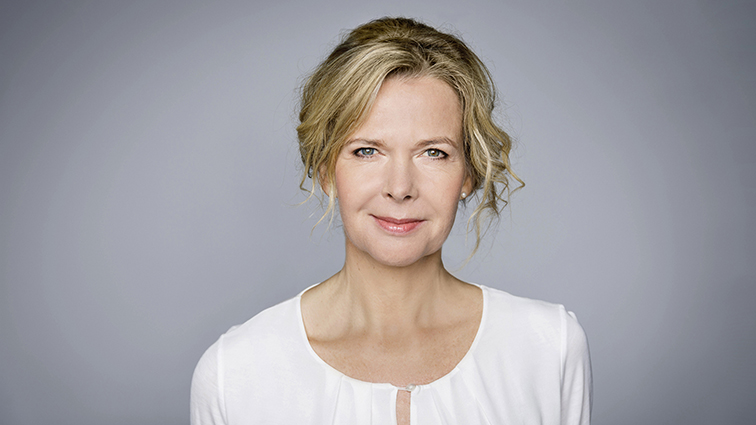
Valerie Weber, 2018

Webers Erfolg im Privatfunk hing mit einer strengen Kommerzialisierung ihrer Sender zusammen: Große Marketingaktionen reichten vom Abwerfen von Duftstoffen aus einem Flugzeug über dem Stuttgarter Sendegebiet bis zum Ausbau von eng mit der Werbeindustrie verknüpften Telefon-Gewinnspielen in Livesendungen.
Am 14. November 2013 schlug WDR-Intendant Tom Buhrow dem Rundfunkrat vor, Valerie Weber zur WDR-Hörfunkdirektorin zu wählen. Am 22. November wurde sie von dem Gremium mit 40 von 43 gültigen Stimmen gewählt. Valerie Weber war damit die erste Hörfunkdirektorin des WDR ohne öffentlich-rechtlichen Hintergrund; die Personalie wurde hausintern sehr kontrovers diskutiert. Im Oktober 2018 wurde sie auf Vorschlag von Buhrow vom Rundfunkrat für fünf weitere Jahre wiedergewählt. Ihre zweite Amtszeit sollte ursprünglich vom 1. Mai 2019 bis 30. April 2024 gehen.
Seit einer crossmedialen Strukturreform verantwortete sie neben den sechs Hörfunkwellen, dem Sinfonieorchester, der Big Band, dem Funkhausorchester und dem Chor des WDR zusätzlich die Hörfunk-, TV- und Online-Berichterstattung der elf WDR-Regionalstudios und der Fachredaktion Landespolitik sowie der Ressorts Wissen, Wirtschaft und Kultur. Ihre Schwerpunkte waren der nutzerorientierte Ausbau der Programme, die Etablierung digitaler Formate und spezieller musikpädagogischer Orchester-Angebote für ein junges Publikum. Mit multimedialen Konzepten wie den „Kurvenklängen“ sowie partizipativen Formaten wie „Der beste Chor im Westen“ beteiligte sie die WDR-Ensembles an populären Publikums- und Fernsehformaten.
Ab Januar 2020 war Valerie Weber Vorsitzende der Audio-Programm-Konferenz der ARD. Das Gremium koordiniert die Radio- und non linearen Audio-Angebote aller ARD-Sender und entwickelt diese weiter. Des Weiteren war sie u. a. verantwortlich für die Digitalaktivitäten der ARD bei Audio & Voice. Das Partnermanagement Audio & Voice ist Teil des ARD-Distributionsboards und regelt die Kontakte und digitalen Standards im Umgang mit Drittplattformen. Valerie Weber war ab 2018 Mitglied der ARD-Arbeitsgruppe Public Value.
Valerie Weber vertrat den WDR als Mitglied im Beirat des Deutschen Radiopreises sowie in den Aufsichtsräten von KölnMusik, der Betriebs- und Servicegesellschaft der Kölner Philharmonie und des Festivals „Acht Brücken“ für zeitgenössische Musik. Gemeinsam mit dem Deutschen Musikrat, dem Gürzenich-Orchester und der Kölner Philharmonie schreibt diese seit 2018 den Deutschen Dirigentenpreis aus. Dies ist ein internationaler Wettbewerb für Konzert- und Operndirigat und dient der Nachwuchsförderung für Dirigenten aller Nationen.
Am 1. Dezember 2021 wurde bekannt, dass Weber als WDR-Programmdirektorin zum Jahresende zurücktritt. Im Februar 2022 kehrte sie zum Privatrundfunk zurück und wurde  „Geschäftsführerin Programm“ der 2021 gegründeten Audiotainment Südwest GmbH & Co. KG, welche die Hörfunksender bigFM, RPR1, Radio Regenbogen und Regenbogen Zwei betreibt.
Zum 1. Dezember 2024 hat sie als Vorsitzende der Geschäftsführung von Antenne Bayern die Nachfolge von Felix Kovac übernommen.

## Auszeichnungen
- 1993 LFK-Medienpreis für „Baden-Württembergs Geburtstags-Medley“ in der Kategorie „Politik“
- 2005 German Radio Award „Beste Programmdirektorin“